# پاکیتن
مرحلهٔ پاکیتن (انگلیسی: Pachytene) یا مرحلهٔ سِتَبرنَواره که از کلمات یونانی به معنای «رشته‌های ضخیم» گرفته شده است، سومین مرحله از میوز است. این فرایند تقسیم سلولی تخصصی، تعداد کروموزوم را به نصف کاهش می‌دهد تا گامت‌های هاپلوئید تولید کند. مرحله پاکیتن پس از زیگوتن قرار دارد و پس از آن مرحله دیپلوتن آغاز می‌شود.

## کروموزوم‌های سیناپس‌شده
در مرحله ستبرنواره، کروموزوم‌های همتا به‌طور کامل توسط ساختار پروتئینی کمپلکس سیناپتونمال که در مراحل قبلی شکل گرفته، جفت شده‌اند. این ساختار کروموزوم‌های همتا را نزدیک به هم نگه می‌دارد و امکان تعاملات دقیق DNA را فراهم می‌کند.

## تراکم کروموزوم‌ها
در مرحله پاکیتن، کروموزوم‌ها به بیشترین سطح تراکم خود می‌رسند. هر کروموزوم از دو کروماتید خواهری تشکیل شده است که در تمام طول خود نزدیک به هم قرار دارند. این کروموزوم‌ها به‌صورت رشته‌های مشخص و به‌خوبی تعریف‌شده زیر میکروسکوپ دیده می‌شوند. با این حال، کروموزوم جنسی کاملاً یکسان نیستند و فقط در یک ناحیه کوچک به نام ناحیه شبه‌اتوزومی اطلاعات تبادل می‌کنند.

## ندول‌های بازترکیب
ندول‌های بازترکیب به‌وضوح در طول کروموزوم‌های جفت‌شده همتا دیده می‌شوند. این ساختارهای پروتئینی محل وقوع رویدادهای تبادل ژنتیکی (کراس‌اور) بین کروماتیدهای غیرخواهری را نشان می‌دهند که در مرحله زیگوتن آغاز شده بود.
پروتئین‌هایی مانند MLH1 و MLH3 کراس‌اورها را تثبیت می‌کنند و اطمینان حاصل می‌کنند که حداقل یک کراس‌اور اجباری در هر بازوی کروموزومی وجود دارد.

## تعمیر دی‌ان‌ای
در طول پاکیتن، شکست‌های دورشته‌ای DNA که از رویدادهای بازترکیب قبلی باقی مانده‌اند، تعمیر می‌شوند. پروتئین‌های تعمیر عدم‌تطابق به اصلاح اشتباهات جفت‌شدن بازها بین کروموزوم‌های همتا کمک می‌کنند.

## کنترل کیفی در میوز
مرحله پاکیتن شامل یک نقطه کنترلی حیاتی است که سیناپسیس و بازترکیب کروموزومی را نظارت می‌کند. خطاهای شناسایی‌شده در این مرحله می‌توانند چرخه سلولی می‌وزی را متوقف کرده و آپوپتوز (مرگ برنامه‌ریزی‌شده سلولی) سلول معیوب را آغاز کنند.

## گذار به دیپلوتن
پس از تثبیت رویدادهای کراس‌اور، کمپلکس سیناپتونمال تجزیه می‌شود و کروموزوم‌ها به‌تدریج از هم جدا می‌شوند، و سلول به مرحله دیپلوتن منتقل می‌شود.

## اهمیت
مرحله پاکیتن برای بازترکیب گسترده ژنتیکی و جدایش دقیق کروموزوم‌ها در میوز ضروری است. نقص در این مرحله می‌تواند منجر به آنوپلوئیدی و ناهنجاری‌های کروموزومی شود.